# Mateja Robnik
Mateja Robnik (* 6. April 1987 in Luče) ist eine slowenische Skirennläuferin. Sie ist auf die Disziplinen Riesenslalom und Slalom spezialisiert.

## Biografie
Im November 2002 nahm Robnik erstmals an FIS-Rennen teil. Am 24. Januar 2004 wurde sie erstmals im Weltcup eingesetzt, beim Riesenslalom in Maribor. Einsätze im Europacup folgten ab Februar 2004. Bei den Junioren-Weltmeisterschaften 2006 verpasste sie im Riesenslalom eine Medaille nur um vier Hundertstelsekunden und wurde Vierte. Zum Abschluss derselben Saison gewann sie zwei slowenische Meistertitel im Riesenslalom und im Super-G.
Am 28. Dezember 2006 gewann Robnik erstmals Weltcuppunkte, als sie beim Riesenslalom in Semmering den 18. Platz erreichte. Es folgten weitere Platzierungen unter den besten 30. Ihr bisher bestes Weltcupergebnis ist ein elfter Platz in einem Riesenslalom, erzielt am 29. November 2008 in Aspen. An Weltmeisterschaften nahm Robnik ab 2005 teil. Als beste Ergebnisse erzielte sie 2009 in Val-d’Isère den zwölften Platz im Riesenslalom und Rang 13 in der Super-Kombination. In der gesamten Saison 2009/10 musste sie verletzungsbedingt pausieren, auch im nächsten Winter nahm sie nur an einem einzigen Rennen teil. Seit der Saison 2011/12 startet Robnik wieder regelmäßig in Wettkämpfen.

## Erfolge

### Weltmeisterschaften
- Santa Caterina 2005: 44. Riesenslalom
- Åre 2007: 39. Riesenslalom
- Val-d’Isère 2009: 12. Riesenslalom, 13. Superkombination, 25. Abfahrt

### Junioren-Weltmeisterschaften
- Maribor 2004: 30. Super-G
- Bardonecchia 2005: 25. Abfahrt
- Québec 2006: 4. Riesenslalom, 11. Super-G
- Flachau/Altenmarkt 2007: 15. Riesenslalom, 30. Super-G

### Weltcup
- 5 Platzierungen unter den besten 15

### Europacup
- 4 Podestplätze, davon 1 Sieg:

| Datum           | Ort     | Land    | Disziplin    |
| --------------- | ------- | ------- | ------------ |
| 4. Februar 2008 | Abetone | Italien | Riesenslalom |

### Weitere Erfolge
- 2 slowenische Meistertitel (Riesenslalom und Super-G 2006)
- 2 Podestplätze im Nor-Am Cup
- 1 Sieg im South American Cup
- 3 Siege in FIS-Rennen